# Daewoo Tico

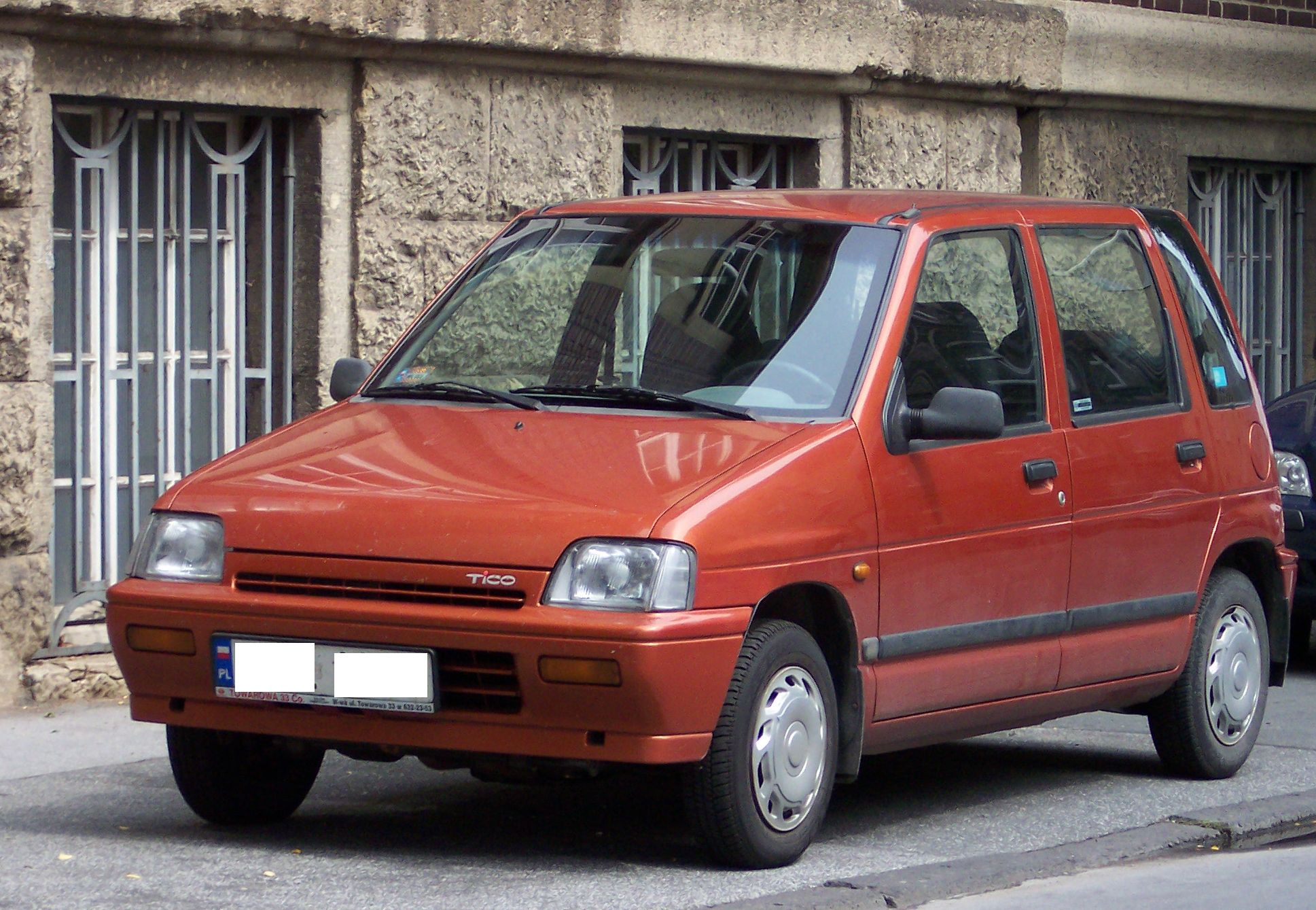

Daewoo Tico var en småbil som tillverkades mellan 1991 och 2001. Egentligen var den en lätt modifierad Suzuki Alto från 1988. Tico fanns endast med femdörrars halvkombikaross som drevs av en bränslesnål, trecylindrig motor på 41 hästkrafter. Den tillverkades mestadels i Rumänien och Uzbekistan, där den hade sina största marknader i Europa. Till slut kom den att ersättas av den betydligt modernare Daewoo Matiz.
- Wikimedia Commons har media som rör Daewoo Tico.